# Signes (ballet)
Pour les articles homonymes, voir Signes.
Signes est un ballet de Carolyn Carlson créé par l'Opéra de Paris et présenté le 27 mai 1997 à l'opéra Bastille.

## Présentation
Ce ballet est le fruit de la rencontre entre Carolyn Carlson, le peintre Olivier Debré, qui a conçu les décors et les costumes et le compositeur René Aubry qui a écrit la musique. Tout est parti du sourire de la Joconde. Debré voulait créer une œuvre  vivante qui représenterait son émotion devant ce sourire, ce sourire qui faisait corps avec le fond de la toile.
L'œuvre est créée en 1997 avec comme danseurs étoiles Marie-Claude Pietragalla et Kader Belarbi, puis reprise en 2000, 2004 et 2008 avec Marie-Agnès Gillot (nommée étoile lors de la représentation en 2004) et Kader Belarbi, Stéphanie Romberg et Vincent Cordier, puis à nouveau en 2013 (pour les 70 ans de Carolyn Carlson) avec Stéphane Bullion, Émilie Cozette, Marie-Agnès Gillot, Agnès Letestu, Hervé Moreau et Vincent Cordier, et enfin en 2023 avec Jack Gasztowtt, Germain Louvet, Florent Melac, Hannah O'Neill et Caroline Osmont.
Signes a reçu un Benois de la danse et une Victoire de la musique en 1998.

## Structure
L'œuvre est divisée en sept tableaux, sur le thème du sourire :
1. Signe du sourire
2. Loire du matin
3. Monts de Guilin
4. Les Moines de la Baltique
5. L'Esprit du bleu
6. Les Couleurs de Maduraï
7. Victoire des Signes

La durée du spectacle est de 1h25 sans entracte

## Filmographie
Signes a fait l'objet d'une captation filmée, éditée chez Bel Air Classique en 2007, et d'une autre captation filmée lors de la reprise du 14 juillet 2023.